# Telgenbusch
Das Naturschutzgebiet Telgenbusch liegt auf dem Gebiet der Stadt Herten im Kreis Recklinghausen in Nordrhein-Westfalen.
Das etwa 49,8 ha große Gebiet, das aus zwei Teilflächen besteht, wurde im Jahr 2012 unter der Schlüsselnummer RE-057 unter Naturschutz gestellt. Es erstreckt sich nordöstlich von Bertlich. Westlich des Gebietes verläuft die Landesstraße L 630 und östlich die L 638. Westlich erstreckt sich das 6,5 ha große Naturschutzgebiet Bertlich, nordöstlich das 60,5 ha große Naturschutzgebiet Loemühlenbachtal und südlich das 42 ha große Naturschutzgebiet Hasseler Mühlenbach und Lamerottbach.